# Lugh
Lugh Lamhfhada („Lug Długoręki”) – mityczny król Irlandii rzekomo w latach 1186–1146 p.n.e. Syn Ciana z ludu Tuatha Dé Danann, potomka Nemeda, oraz Ethlinn (Eithne), córki Balora Jednookiego.
Lug, którego imię oznacza „lśniący”, był także celtyckim bogiem słońca. Był przystojny, wiecznie młody i pełen życia i energii. Energia ta przejawiała się szczególnie w multum posiadanych przezeń umiejętności, które opanował do mistrzostwa. Był bogiem-patronem miejscowości Lugdunum (obecnie jest to Lyon, we Francji).

## Legendy
Według przepowiedni Balor, bóg śmierci, miał zostać zabity przez swojego wnuka. Uwięził więc swoją córkę Ethlinn w kryształowej wieży, aby nie zaszła w ciążę. Mimo to jeden z Tuatha Dé Danann o imieniu Cian z pomocą druidki Birog dostał się do wieży. Ethlinn urodziła mu syna, którym był właśnie Lugh. Balor jednak wrzucił go do morza. Birog uratowała go i oddała go pod opiekę Manannan mac Lira (który został jego zastępczym ojcem). Dziecko zostało przyjęte do ludu Tuatha Dé Danann i otrzymało imię Lugh Lamhfada. Jego opiekunką została Tailtiu.
Lugh był też czasem uważany za syna Danu i Beli.
Lugh był pomysłowy. Jedna z opowieści irlandzkich opowiada o tym, jak Lugh podróżował do Tary i przybył tam w czasie uczty na dworze królewskim. Lugh podszedł do strażnika bramy, który zapytał go, jakim talentem on dysponuje, gdyż istniała tam tradycja stanowiąca, że tylko osoby obdarzone specjalnymi umiejętnościami mogą wejść do pałacu. Lugh powiedział, że jest snycerzem, lecz strażnik odparł „mamy już snycerza, więc nie potrzebujemy twoich usług”. „Jestem kowalem” – naciskał Lugh. I znów strażnik nie dał się przekonać. Lugh powiedział wtedy, że jest też siłaczem, niezrównanym szermierzem, harfistą, bohaterem, poetą, historykiem, czarnoksiężnikiem i rzemieślnikiem. Strażnik potrząsał tylko głową, i twardo oświadczył, że wszystkie te fachy miały już swoich reprezentantów spośród Tuatha Dé Danann. „Rozumiem; czy macie jednakże kogoś, kto jednocześnie posiada je wszystkie razem?” – zapytał sprytnie Lugh. Strażnik był zmuszony przyznać się do porażki i tak Lugh wstąpił w progi pałacu i przyłączył się do świętowania.
Lugh przewodził Tuatha w drugiej bitwie pod Magh Tuireadh, gdzie walczyli przeciw Fomorianom. Podczas tej bitwy, Balor zabił wzrokiem króla Nuadę, a następnie został zabity włócznią przez Lugha, który cisnął ją w jego jedyne, zabójcze oko.

Lugh był mężem Rosmerty. Został przywódcą Tuatha Dé Danann po tym, jak król Nuada stracił ramię w Drugiej Bitwie pod Magh Tuireadh i był zmuszony do abdykacji (bo nie był już doskonały).
Od imienia Lugha pochodzi nazwa pogańskiego święta Lughnasadh (lub Lughnasa), która w języku irlandzkim oznacza również miesiąc sierpień.
Był ojcem Cuchulainna, którego matką była Dechtere. Jego córką była Ebliu, która potem wyszła za Fintana.
Inne formy imienia Lugha to: "Lleu", Lug (staroirlandzkie) i Lugos (galijskie).
Jego epitety i nazwiska: Lamfhada (irl. "długoręki"), Samildanach (irl. „wszechstronny w każdej sztuce”).

## Toponimy wywodzące się od Lugha
Niektóre miejscowości nazwane od imienia Lugh to:
- Francja:
  - Lugdunum (forteca Lugha, obecnie Lyon)
  - Lugdunum Clavatum (obecnie Laon),
  - Lusignan,
  - Loudun,
  - Montluçon – miasto w departamencie Allier, region Owernia
  - Lugos – gmina we francuskim departamencie Gironde.
- Hiszpania:
  - Lugo w prowincji Galicja
- Holandia:
  - Leiden
- Rumunia:
  - Lugoj (węg. Lugos, niem. Lugosch)
- Szwajcaria:
  - Lugano,
  - Locarno,
  - Lugarus
- Szwecja:
  - Luggude
- Włochy: 
  - Logo (?)
- Polska:
  - Legnica (?)
  - Głogów (?)
- Ukraina
  - Ługańsk (?)
- Rosja:
  - Ługa (Luga)

Uważa się również, że od Lugha pochodziła nazwa plemienia Lugiów oraz pośrednio nazwa krainy historycznej Łużyce.

## Inne
Uchwyt Luga to rodzaj spłaszczonej gałki dołączanej od strony naczynia. Lugi mogą mieć małe dziurki, przez które przepchnięta jest linka. Czasem znajduje się je w prehistorycznej ceramice, takiej jak przedmioty z Hembury.